# Psittacara brevipes
Il parrocchetto di Socorro (Psittacara brevipes (Lawrence, 1871)) è un uccello della famiglia degli Psittacidi.

## Descrizione
Quasi identico al parrocchetto verde (Psittacara holochlorus), si differenzia da esso solamente per la taglia ridotta, il tarso più corto e il piumaggio più scuro.

## Distribuzione e habitat
Vive solamente su Socorro, una piccola isola (132 km²) dell'Arcipelago delle Revillagigedo, un gruppo insulare messicano situato nell'Oceano Pacifico. Predilige le boscaglie e le terre aperte di collina e montagna, fino ai 1095 metri. Molto raro, ne rimangono solamente 400-500 esemplari.